# BBC Knowledge
BBC Knowledge var en tv-kanal under BBC, der var specialiseret i at sende dokumentarfilm.
Det var en af de første digitale tv-kanaler i Storbritannien.
| Fjernsyn | Spire Denne artikel om en tv-kanal er en spire som bør udbygges. Du er velkommen til at hjælpe Wikipedia ved at udvide den. |